# Jay Cutler (futebol americano)

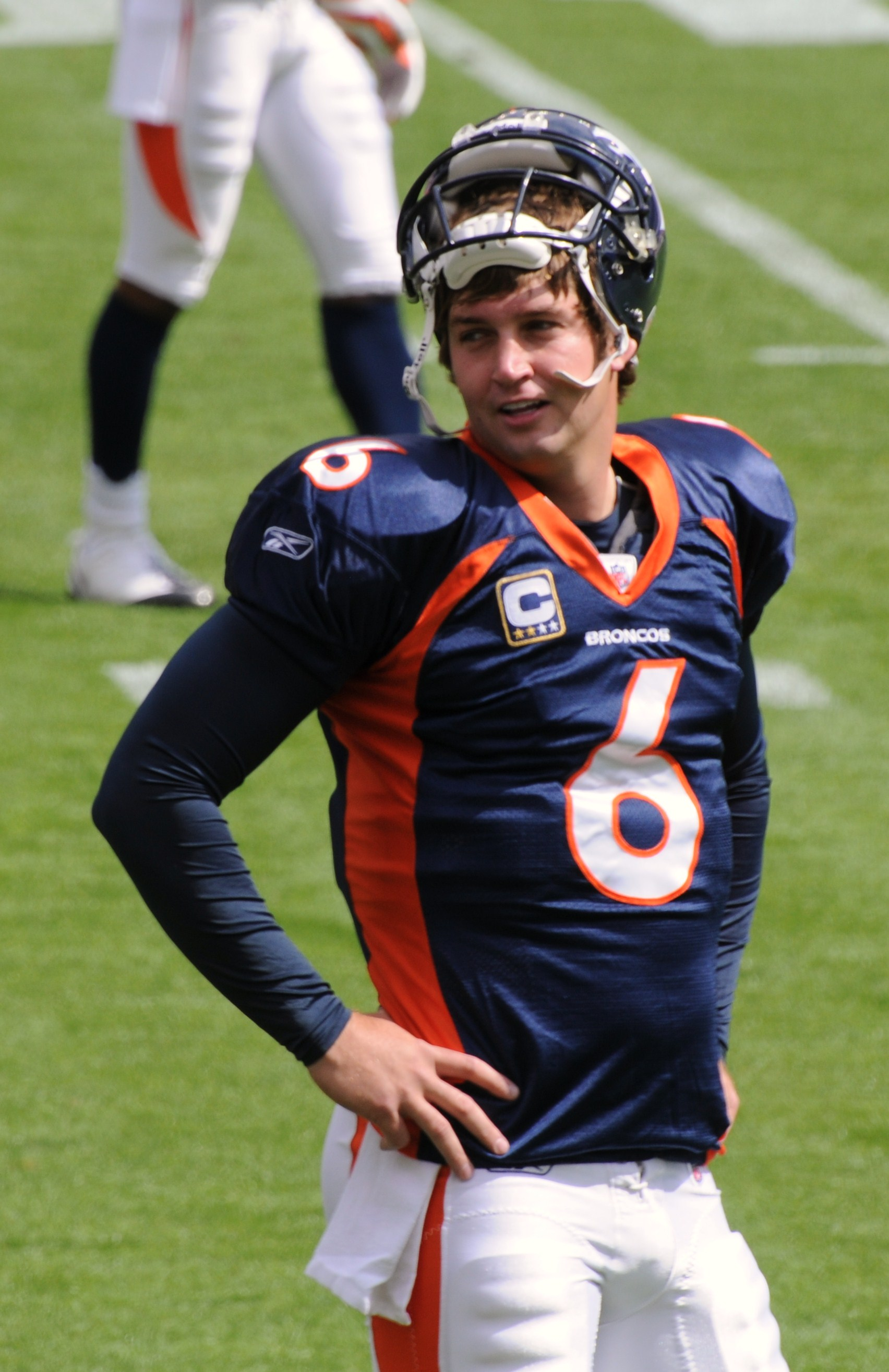
Cutler com os Broncos em 2008.

Jay Cristopher Cutler (29 de abril de 1983, Santa Claus, Indiana) é um ex-jogador profissional de futebol americano que atuava na posição de quarterback na NFL
Nascido no sul do estado de Indiana, Cutler cursou desenvolvimento humano e organizacional na Universidade de Vanderbilt. Posteriormente seguindo a carreira de jogador de futebol americano, ele foi selecionado pelos Denver Broncos na primeira rodada do Draft de 2006 da NFL sendo o 11º escolhido do ano. Ficou lá apenas dois anos antes de ser mandado para o Chicago Bears onde atuaria por sete temporadas. Apesar dos bons números, nunca conquistou muita coisa na liga e sofreu com contusões.